# Islam Bayramukov
Islam Bayramukov (né le 12 juin 1971) est un lutteur kazakh spécialiste de la lutte libre. Il participe aux Jeux olympiques d'été de 1996, ceux de 2000 et ceux de 2004. C'est en 2000 qu'il remporte la médaille d'argent.

## Palmarès

### Jeux olympiques
- Jeux olympiques de 2000 à Sydney,  Australie
  -  Médaille d'argent